# Rivière Hood (Québec)
Pour les articles homonymes, voir Rivière Hood.
La rivière Hood est un affluent du bras Cimon, coulant sur la rive Nord-Ouest du fleuve Saint-Laurent, dans de la municipalité de Saint-Honoré, dans la municipalité régionale de comté de Le Fjord-du-Saguenay, dans la région administrative de Saguenay-Lac-Saint-Jean, dans la Province de Québec, au Canada.
Le bassin versant de la rivière Hood est surtout desservi par le chemin Nil-Jean (sens Nord-Sud), le boulevard Martel (sens Nord-Sud) et le chemin des Visons,,.
La foresterie constitue la principale activité économique du bassin versant ; les activités récréotouristiques, en second, surtout la villégiature ; l’agriculture, en troisième.
La surface de la rivière Hood est habituellement gelée de la fin novembre au début avril, toutefois la circulation sécuritaire sur la glace se fait généralement de la mi-décembre à la fin mars.

## Géographie
Les principaux bassins versants voisins de la rivière Hood sont :
- Côté Nord : Bras Cimon, bras du Nord, rivière Saint-Louis, le Petit Bras ;
- Côté Est : Rivière Caribou, rivière Valin, rivière aux Outardes, rivière Sainte-Marguerite ;
- Côté Sud : Rivière Saguenay, rivière Michaud ;
- Côté Ouest : Rivière aux Vases, rivière Péribonka, rivière Mistouk, rivière aux Harts, rivière à la Pipe, lac Saint-Jean[2].

La rivière Hood prend sa source d’un ruisseau forestier (altitude : 130 m) à km situé à :
- 1,3 km au Sud-Ouest du cours de la rivière Caribou ;
- 6,7 km à l’Est de l’embouchure de la rivière Hood (confluence avec la bras Cimon ;
- 5,8 km au Sud-Est du centre du village de Saint-Honoré ;
- 8,5 km au Nord-Est de l’embouchure de la rivière aux Vases (confluence avec la rivière Saguenay) ;
- 4,6 km au Nord de la rivière Saguenay ;
- 6,3 m) au Nord-Ouest du centre-ville de Saguenay[2],[5].

À partir de sa source, la rivière Hood coule sur 7,6 km vers l’Ouest, surtout en zones forestières, parfois agricoles, selon les segments suivants :
- 1,9 km vers l’Ouest, jusqu’à la route Martel (sens Nord-Sud) ;
- 4,6 km vers l’Ouest en passant au Nord d’une zone de marais, jusqu’au chemin Nil-Jean (sens Nord-Sud) ;
- 1,1 km vers le Sud-Ouest jusqu’à l’embouchure de la rivière[2].

La rivière Hood se déverse sur la rive Est de la rivière aux Vases, presqu’à la limite de la municipalité de Saint-Ambroise. Cette embouchure est située entre la route Fillion et le chemin Ni-Jean ; entre la route 172 et la route des Sillons. Plus précisément, cette embouchure est à :
- 0,6 km au Nord-Est de l’embouchure du bras Cimon (confluence avec la rivière aux Vases) ;
- 4,3 km au Nord de l’embouchure de la rivière aux Vases (confluence avec la rivière Saguenay) ;
- 7,6 km au Sud-Ouest du centre du village de Saint-Honoré ;
- 6,3 km au Nord du barrage de la centrale Shipshaw lequel est traversé par la rivière Saguenay ;
- 10,5 km au Nord-Ouest du centre-ville de Saguenay ;
- 115,7 km à l’Ouest de l’embouchure de la rivière Saguenay (confluence avec le fleuve Saint-Laurent)[2],[6].

## Toponymie
Le terme anglais « Hood » constitue un patronyme de famille d'origine anglaise.
Le toponyme de « rivière Hood » a été officialisé le 8 janvier 1981 à la Banque des noms de lieux de la Commission de toponymie du Québec.